# Ex-Hacienda Molino de Guadalupe
Ex-Hacienda Molino de Guadalupe är en ort i Mexiko.   Den ligger i kommunen San Matías Tlalancaleca och delstaten Puebla, i den sydöstra delen av landet, 60 km öster om huvudstaden Mexico City. Ex-Hacienda Molino de Guadalupe ligger 2 404 meter över havet och antalet invånare är 495.
Terrängen runt Ex-Hacienda Molino de Guadalupe är huvudsakligen kuperad, men den allra närmaste omgivningen är platt. Runt Ex-Hacienda Molino de Guadalupe är det tätbefolkat, med 257 invånare per kvadratkilometer. Närmaste större samhälle är San Martin Texmelucan de Labastida, 12,7 km sydost om Ex-Hacienda Molino de Guadalupe. Trakten runt Ex-Hacienda Molino de Guadalupe består till största delen av jordbruksmark.